# Spongipellis chubutensis
Spongipellis chubutensis är en svampart som beskrevs av J.E. Wright & J.R. Deschamps 1972. Spongipellis chubutensis ingår i släktet Spongipellis och familjen Polyporaceae.   Inga underarter finns listade i Catalogue of Life.